# Jean de Schönenberg
Jean de Schönenberg, en allemand Johann von Schönenberg, né en 1525 à Schwirzheim et mort le 1er mai 1599 à Coblence, est un évêque de Trèves de 1581 à sa mort.

## Biographie
Né en 1525 au château de Hartelstein dans l'actuelle commune de Schwirzheim, Jean de Schönenberg est choisi pour être évêque de Trèves le 31 juillet 1581. Le 12 août 1582, il est ordonné évêque, à la cathédrale de la Visitation d'Augsbourg, par Ludovico Madruzzo, évêque de Trente.
En 1585, l’évêque fait agrandir la chapelle du château de Grimburg (de), et la transforme en église à deux niveaux ; le niveau inférieur servait pour les habitants du château, tandis que celui d'au-dessus était réservé à l'archevêque et à ses gens. Jean de Schönenberg appréciait particulièrement le calme et la solitude et venait régulièrement à Grimburg se reposer.
Durant son épiscopat, il est notamment sollicité en 1594 par Jean Schustein, ancien prieur de la chartreuse de Koenigshoffen, à proximité de Strasbourg. Ce dernier monastère a en effet été « offert » par Henri IV à la ville de Strasbourg, alors protestante, en compensation des dettes que le souverain avait envers la municipalité. Les chartreux, chassés, ont été enfermés dans une de leurs maisons à l'intérieur de la ville, mais le prieur n'est pas autorisé à rejoindre ses moines. Il fait donc appel à Schönenberg ainsi qu'à deux autres évêques pour que tous trois intercèdent auprès de l'empereur et que ce dernier fasse pression sur la ville pour rendre une partie de leur bien à la communauté.
Il meurt le 1er mai 1599 à Coblence.